# کاردیومیوپاتی هیپرتروفیک
کاردیومیوپاتی هایپرتروفیک (به انگلیسی: Hypertrophic cardiomyopathy) یا به اختصار HCM،  وضعیتی است که در آن بخشی از قلب بدون دلیل مشخص بیش‌پرورده (دچار هیپرتروفی) و بنابر این ضخیم می‌شود. بیماری ماهیچه قلب (کاردیومیوپاتی) در نوع بیش‌پرورده (هیپرتروفیک)، کشنده‌ترین نوع از بیماری‌های ماهیچه‌ای قلب است. فرهنگستان زبان فارسی معادل بیش‌پَروردگی ماهیچه قلب ‎ را برای این اصطلاح علمی پزشکی انتخاب کرده است.
در این حالت، تیغه میان‌بطنی به طرف چپ بیش‌پرورده شده و راه خروجی آئورت را مسدود می‌کند. این امر باعث کاهش توانایی قلب به پمپاژ خون به‌طور مؤثر می‌شود. علایم آن از بدون علامت تا احساس خستگی، ورم پا، تنگی نفس و نیز درد قفسه‌سینه یا غش کردن متغیر است.
عوارض شامل نارسایی قلب، آریتمی قلب (کژآهنگی) و ایست قلبی است. تدابیر درمانی شامل تعیین و درمان علل زمینه‌ای و استراحت، رژیم غذایی کم‌سدیم و کنترل ضربان نامنظم می‌باشد. فرد مبتلا به بیش‌پروردگی ماهیچه قلب باید از بی‌آب ماندن بدن جلوگیری کند و ممکن است به بتا بلاکرها برای حفظ برون‌ده قلبی و به حداقل رساندن خطر انسداد مجاری خروجی بطن چپ نیاز داشته باشد.